# 利茲市
53°47′59″N 1°32′57″W / 53.79972°N 1.54917°W
利茲市是英國英格蘭西約克郡的一個地方政區和都市區，統治機構是利茲市議會，擁有英國城市地位。利茲市的中心城市是利茲，但也包括了利茲附近的一些衛星城。據2014年估計，利茲市有人口766,399人，是英格蘭僅次於伯明翰的人口第二多的地方行政區。

## 外部連結
维基共享资源上的相關多媒體資源：利茲市
- 维基导游上有關Leeds的旅行指南
- Leeds City Council（页面存档备份，存于） Leeds City Council.
- 'Leeds Chamber of Commerce & Industry'（页面存档备份，存于） Leeds Chamber of Commerce & Industry.
- 'Leeds Initiative'（页面存档备份，存于） Leeds Initiative city partnership.
- Leodis（页面存档备份，存于） Leeds Library & Information Service photograph archive.